# Kumbo Strikers Football Club
Le Kumbo Strikers Football Club est un club camerounais de football fondé en 1992 et basé à Kumbo. Sa meilleure performance au niveau continental est une demi-finale en Coupe d'Afrique des vainqueurs de coupe obtenue en 2001.

## Histoire
Le club est relégué en 2e division au terme de la saison du Championnat du Cameroun de football 2002.

## Palmarès
- Coupe du Cameroun (1)
  - Vainqueur : 2000

- Supercoupe du Cameroun (1)
  - Vainqueur : 2000